# Stadio Dan Păltinișanu
Lo stadio Dan Păltinișanu è uno stadio della città di Timișoara, Romania. Attualmente è usato principalmente per il calcio dalla squadra cittadina del Politehnica Timișoara. Lo stadio prende il nome dalla leggenda del Politehnica Timisoara Dan Păltinișanu che ha giocato 271 partite in 10 anni per il club e segnato gol molto importanti, tra cui quello qualificazione in Coppa Uefa contro Celtic e Atlético Madrid. È considerato il miglior difensore che abbia mai giocato per il Poli. Morì il 4 marzo 1995 all'età di 43 anni. Lo stadio ha una capienza di 32.972 posti a sedere.

## Storia
La capacità originale era di 40.000 posti, ma nel 2005, quando furono installati i seggiolini di plastica, la capacità è scesa a 32.972. Il sistema di illuminazione, con una densità di 1400 Lux, è stato inaugurato nel 2004 in un match contro il Petrolul Ploiesti. Oggi, dopo due lavori di ristrutturazione nel 2002 e 2008 per ospitare gare di Champions League, il Dan Păltinișanu è uno degli stadi più moderni in Romania e offre servizi quali: Internet per la sala stampa, 30 telecamere per la videosorveglianza, riscaldamento elettrico del campo, un impianto di irrigazione automatizzato, e un moderno tabellone luminoso (il primo in Romania). Anche la nazionale di calcio rumeno ci gioca. Il primo incontro giocato dalla squadra nazionale in questo stadio fu nel marzo 1983 contro la Jugoslavia, quando il nome dello stadio era ancora "1º maggio". Da allora, sono state giocate altre 6 partite, l'ultima a marzo 2010 contro Israele. Attualmente il presidente Gheorghe Chivorchian ha proposto alle autorità locali di costruire un nuovo stadio con una capienza di circa 50.000.
Dal 2014 ospita alcune partite interne del Rugby Club Timisoara, soprattutto quelle internazionali di Challenge Cup.
Nel 2014 vi si sono disputate le finali del campionato rumeno di football americano.

## Concerti
1984 - Lepa Brena ha tenuto un concerto davanti a oltre 65.000. persone

## Incontri di rilievo disputati

### Calcio

#### Partite della nazionale rumena
| #  | Data             | Ris. | Avversario       | Competizione                       |
| -- | ---------------- | ---- | ---------------- | ---------------------------------- |
| 1. | 30 marzo 1983    | 0–2  | Jugoslavia       | Amichevole                         |
| 2. | 28 agosto 1985   | 2–0  | Finlandia        | Qualificazioni per i Mondiali 1986 |
| 3. | 23 aprile 1986   | 2–1  | Unione Sovietica | Amichevole                         |
| 4. | 20 novembre 2002 | 0–1  | Croazia          | Amichevole                         |
| 5. | 6 giugno 2007    | 2–0  | Slovenia         | Qualificazioni ad Euro 2008        |
| 6. | 3 marzo 2010     | 0–2  | Israele          | Amichevole                         |

### Football americano
| Timișoara 5 luglio 2014, ore 18:00 Finale 3º - 4º posto | Bucharest Warriors | 6 – 42 referto | Cluj Crusaders | Stadio Dan Păltinișanu\| Arbitro: \| Duță \| |
| Arbitro:                                                | Duță               |                |                |                                              |

| Timișoara 6 luglio 2014, ore 19:00 V RoBowl | Timișoara 89ers                                 | 12 – 18 referto | Bucharest Rebels | Stadio Dan Păltinișanu\| Arbitri: \| Dinescu Baltă Draghia Savu Duță Anghelina Mezei \| |
| Arbitri:                                    | Dinescu Baltă Draghia Savu Duță Anghelina Mezei |                 |                  |                                                                                         |